# Cymodocea serrulata
Cỏ kiệu răng cưa (Cymodocea serrulata) là một loài thực vật có hoa trong họ Cymodoceaceae. Loài này được (R.Br.) Asch. & Magnus mô tả khoa học đầu tiên năm 1870.